# Милица Стојановић
Милица Стојановић је истраживачка новинарка и аналитичарка из Србије, позната по раду на темама транзиционе правде, ратних злочина, корупције и друштвених питања. Радећи у националним и међународним медијским организацијама, остварила је значајне резултате и добила признања на међународном нивоу. Као члан (ЦИНС) тима, освојила је Европску награду за истраживачко новинарство 2017. године. Добила је годишњу награду за истраживачко новинарство 2015. године од Независног удружења новинара Србије.
Добитница је укупно седам домаћих и међународних награда, самостално или као члан (ЦИНС) тима, за приче о правосуђу, корупцији или животној средини.

## Биографија и образовање
Милица је магистрирала новинарство на Факултету политичких наука Универзитета у Београду. Говори српски и енглески језик. БИРН је у фебруару 2022. идентификовао Милицу као 33-годишње новинарку из Србије , која је претходне четири године била ангажована на порталу Balkan Insight.

## Професионална каријера
Рани део новинарске каријере провела је у порталу Телеграф.рс, где је била уредница и координаторка вести Европска награда за штампу. Од 2013. је део Центра за истраживачко новинарство Србије (ЦИНС), фокусирајући се на правосуђе, енергетику, животну средину и злоупотребу јавних средстава БИРН.  Касније је прешла на рад у Balkan Insight у оквиру БИРН-овог програма Balkan Transitional Justice , покривајући ратне злочине, транзициону правду и специфичне случајеве неблаговремене одговорности институција.
Посебно је позната по причи „Српски манастир пружа склониште косовским Албанцима“, у којем је говорио о томе како је један српски православни манастир пружао склониште албанским цивилима током рата на Косову 1998-99.

## Награде и признања
- European Press Prize Investigative Reporting Award (2017), за серију текстова[6] о корупцији и организованом криминалу
- Национална новинарска награда (2015), за приче о великим поплавама у Србији Европска награда за штампу.

## Остали доприноси и ангажмани
- У оквиру БИРН-а водила је радионице о техници краудсорсинга[7][8] и ангажовању публике у извештавању, представљајући иновативне методе новинарства које укључују заједницу.